# Salvatore Aurigemma
Salvatore Aurigemma (geboren am 10. Februar 1885 in Monteforte Irpino; gestorben am 1. April 1964 in Rom) war ein italienischer Klassischer Archäologe.

## Leben

### Ausbildung
Salvatore Aurigemma war der Sohn des Kaufmanns Martino Aurigemma und dessen Frau Francesca, geborene Ortulio. Mit acht Jahren wurde er in die Obhut seines Onkels nach Rom gegeben und besuchte ein katholisches Kolleg. Das letzte Schuljahr verbrachte er an einer staatlichen Schule und lernte dort als Mitschüler Giorgio Pasquali kennen, mit dem er ein Leben lang freundschaftlich verbunden blieb. Aurigemma studierte zunächst Geisteswissenschaften an der Universität Neapel, setzte sein Studium dann aber an der Universität Rom fort, wo er 1906 in Romanistik von Ettore De Ruggiero promoviert wurde.

### Beruf
Im gleichen Jahr ermöglichte ihm ein Stipendium, sein Studium an der in Gründung befindlichen Scuola Archeologica Italiana di Atene fortzusetzen. Dort traf er auf den Epigraphiker Federico Halbherr, den damaligen Leiter der Missione Archeologica Italiana di Creta. 1910 wurde Aurigemma Inspektor am Archäologischen Nationalmuseum Neapel unter Vittorio Spinazzola.

### Libyen-Aufenthalt
1911 nahm er mit Halbherr und Francesco Beguinot, einem Erforscher der Berbersprachen, an einer ersten Expedition nach Libyen teil. Hier erschloss er sich ein Forschungsgebiet, das ihn immer wieder beschäftigte. Die Expedition des Jahres 1911 war jedoch nur von geringem Erfolg, da die benötigten Ausgrabungsgenehmigungen fehlten. Die Forschergruppe zog daher von der ersten Anlaufstelle in der Kyrenaika weiter nach Tripolitanien. Nach der erfolgten Einberufung im Jahr 1912 kehrte Aurigemma als Militärangehöriger nach Libyen zurück und war in den Jahren 1912 bis 1913 Inspektor der dortigen Antikenverwaltung.
Er entwickelte hier eine äußerst fruchtbare archäologische Forschungstätigkeit mit ersten Untersuchungen zum vierseitigen Bogen für Mark Aurel und Lucius Verus in Tripolis, mit der Ergrabung des christlichen Gräberfelds von Ain Zara, mit der Sicherung der archäologischen Stätten von Leptis Magna und Sabratha sowie der Ausgrabung der römischen Villa bei Zliten in der Nähe von Tripolis. Aurigemma stellte eine erste Kollektion von Funden und Gegenständen der Tripolitania zusammen, die den Kern des 1919 eröffneten Museums von Tripolis darstellte.

### Wirken in Italien
In diesem Jahr kehrte Aurigemma nacht Italien zurück, um die Funde der nordafrikanischen Jahre auszuwerten. Nach einem wenige Monate dauernden Aufenthalt in Neapel, wo er die Tochter Vittorio Spinazzolas heiratete, wurde er 1920 kurzzeitig der Direktion für die Ausgrabungen auf dem Forum Romanum und dem Palatin unterstellt, aber noch im gleichen Jahr zum Inspektor der Ausgrabungen in Pompeji berufen. Als die Regierung die Ausgrabungen in Pompeji 1923 wegen der politischen Opposition Spinazzolas gegen Benito Mussolini einstellte, wurde Aurigemma – nach einer kurzen Phase an der Soprintendenza alle antichità von Palermo – 1924 mit dem Aufbau der neu geschaffenen Soprintendenza der Regionen Emilia und Romagna beauftragt, deren Leiter er auch wurde.
Hier widmete er sich vor allem der Erforschung und Ausgrabung der 1922 entdeckten Nekropole in der etruskischen Hafenstadt Spina, die ab 1925 unter seiner Leitung reiche Funde insbesondere an griechischer Keramik erbrachten. Ausgestellt werden die Funde im ebenfalls von Aurigemma aufgebauten Archäologischen Nationalmuseum Ferrara, das im Palazzo Costabili in Ferrara untergebracht ist und 1935 eröffnet wurde. Im gleichen Jahr wurde Aurigemma an der Universität Bologna habilitiert. Weitere Untersuchungen in der Emilia-Romagna widmete er unter anderem Forum Popilii, Veleia und Claterna sowie der Villa aus der Zeit Theoderichs in Galeata. Das archäologische Gebiet von Marzabotto überführte er in einen staatlichen archäologischen Park. 1938 veranlasste er die Restaurierung eines spätantiken Turms neben dem Augustusbogen von Rimini. Auf Intervention der Bürger von Rimini, Benito Mussolinis selbst und des zuständigen Ministers wurde der Turm jedoch abgerissen. Für Aurigemma war damit die Zeit in der Emilia-Romagna beendet.
1939 wurde er Soprintendente der Region Südetrurien, 1942 der Region Lazio mit Sitz im Museo Nazionale Romano, das er nach Ende des Zweiten Weltkriegs erweitern ließ. In dieser Funktion ließ er durch den Staat das Barberinische Mosaik ankaufen und restaurieren, bewahrte er einen wichtigen Teil der Servianischen Mauer vor den Bauplänen für die Stazione Termini und rettete die unterirdische Basilika von Porta Maggiore vor Beschädigungen, die durch den Bau einer Eisenbahnlinie zu erwarten waren. In Latium sind seine Forschungen zur Villa Hadriana in Tivoli sowie die Restaurierung des Heiligtums der Fortuna Primigenia in Palestrina hervorzuheben.
1952 wurde Aurigemma in den Ruhestand versetzt; sein Antrag auf Verlängerung seiner Dienstzeit bis ins folgende Jahr wurde abgelehnt. Stattdessen wurde er zum Konservator der Villa Hadriana in Tivoli ernannt und kümmerte sich in den folgenden Jahren weiter um diese Anlage. Ansonsten verbrachte er seine letzten Lebensjahre mit der Publikation einiger seiner Grabungs- und Forschungstätigkeiten.

### Werke
Frucht seiner langen Beschäftigung mit der römischen Antike in Nordafrika sind seine Werke zu den Mosaiken und Malereien in Tripolitanien aus den Jahren 1960 bis 1962 und – 1970 postum erschienen – zum Bogen für Mark Aurel und Lucius Verus in Tripolis.
Als Mitarbeiter und Schwiegersohn Vittorio Spinazzolas gab er 1953 dessen umfangreiches und in drei Bänden postum erschienenes Werk zu den Ausgrabungen der Via dell’Abondanza in Pompeji heraus.

## Publikationen (Auswahl)
- Notizie archeologiche sulla Tripolitania. Bertero, Rom 1915.
- I mosaici di Zliten. Societa editrice d’arte illustrata, Rom 1926 (Africa italiana. Band 2).
- Tripoli e le sue opere d’arte. Alfieri, Rom 1927.
- L’area cemeterialecristiana di Ain Zára presso Tripoli di Barberia. Pontificio Istituto di Archeologia Cristiana, Rom 1932 (Studi di antichità cristiana. Band 5).
- Rimini guida ai più notevoli monumenti romani e al museo archeologico comunale. Cappelli, Bologna 1934.
- Il Real Museo di Spina in Ferrara. Con una relazione di Carlo Calzecchi sul restauro del Palazzo di Ludovico il Moro. Commune di Ferrara, Ferrara 1936.
- Velleia. La Libreria dello Stato, Rom 1940.
- Le terme di Diocleziano e il Museo nazionale romano. La Libreria dello Stato, Rom 1946.
- La Villa Adriana presso Tivoli. Arti grafiche A. Chicca, Tivoli 1948.
- als Herausgeber: Vittorio Spinazzola: Pompei alla luce degli scavi nuovi di Via dell’Abbondanza. La Libreria dello Stato, Rom 1953.
- La Basilica sotterranea neopitagorica di Porta Maggiore in Roma. La Libreria dello Stato, Rom 1954.
- Scavi di Spina. Band 1: La necropoli di Spina in valle Trebba. Zwei Bände. “L’Erma” di Bretschneider, Rom 1960/1965.
- Tripolitania. Zwei Bände. Istituto poligrafico dello Stato, Rom 1960–1962.
- Villa Adriana. Istituto poligrafico dello stato, Rom 1961.
- I monumenti della necropoli romana di Sarsina. Casa dei Crescenzi, Rom 1963.
- L’Arco quadrifronte di Marco Aurelio e di Lucio Vero in Tripoli. Herausgegeben von Antonino Di Vita. Department of Antiquities, Tripolis 1970.